# Montgomery Blair

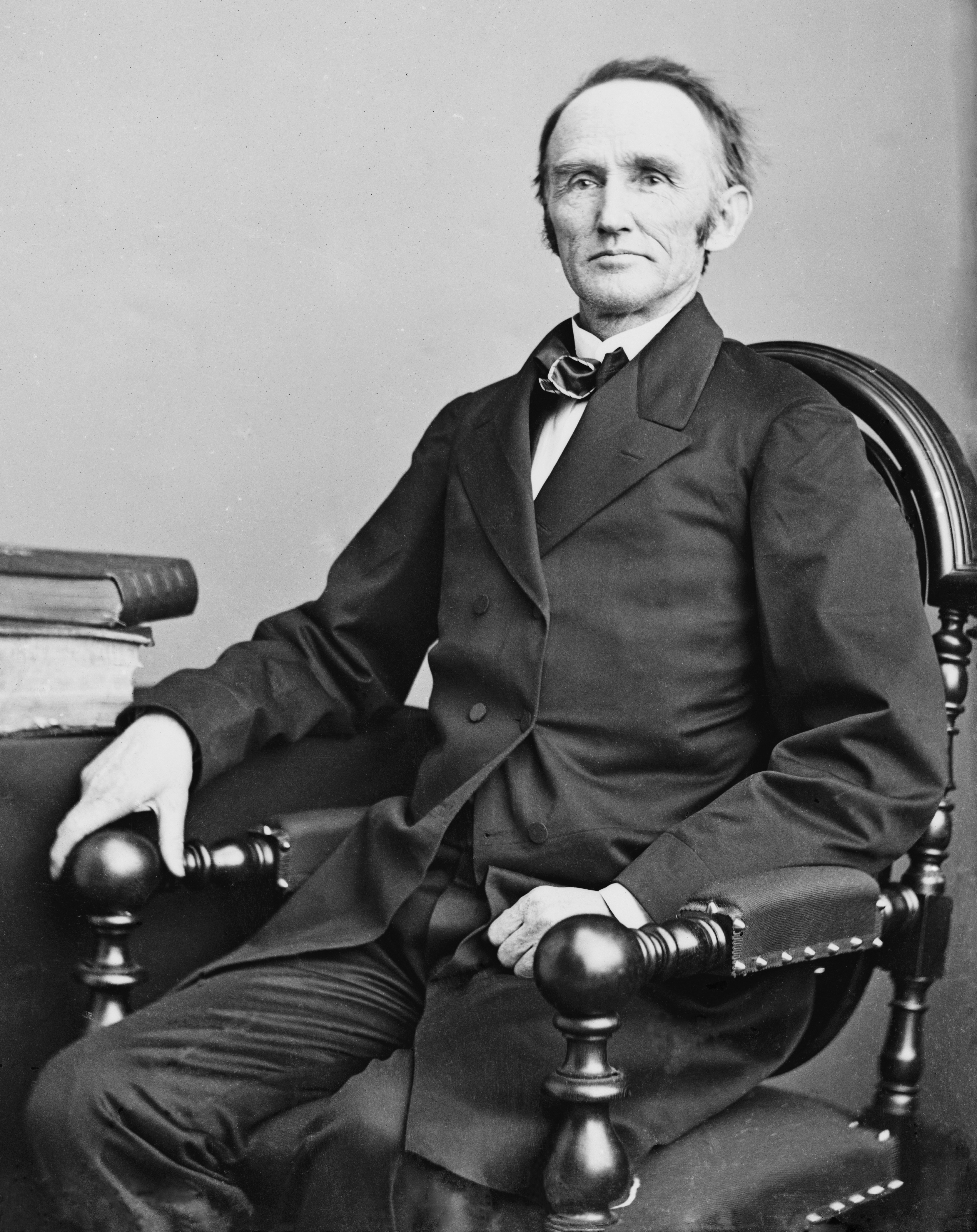
Montgomery Blair

Montgomery Blair (Franklin County (Kentucky), 10 mei 1813 - 27 juli 1883) was een Amerikaanse politicus en de 23e minister van Posterijen.
Blair werd geboren in de staat Kentucky uit een vooraanstaande familie. Hij studeerde in 1835 af aan de militaire academie van West Point en in 1837 begon hij te werken als advocaat in Saint-Louis (Missouri). In 1857 was hij betrokken voor het Hooggerechtshof bij de zaak van de slaaf Dred Scott. Blair pleitte tevergeefs om Scott te bevrijden. Vanaf 1856 engageerde Blair zich in de pas opgerichte Republikeinse Partij. Tijdens de nationale conventie van 1860 steunde hij Abraham Lincoln, die hem na zijn verkiezing tot president aanstelde als minister van Posterijen. 
Blair was in april 1861 nauw betrokken bij de organisatie van de bevoorrading van het belegerde Fort Sumter. Later steunde hij de benoeming van generaal George McClellan als opperbevelhebber van het leger. In 1863 betuigde hij zijn instemming voor Lincolns voornemen om de slaven in de opstandige staten te bevrijden. Als minister moderniseerde hij de postbestelling en organiseerde hij een efficiënt postbestellingssysteem voor het leger en de marine. In 1864 nam hij ontslag onder druk van de Republikeinse partij. Hij bleef steeds een loyale aanhanger van Lincoln. Hij werd als minister opgevolgd door William Dennison. Na de Burgeroorlog steunde hij het voornemen van president Andrew Johnson om het verslagen Zuiden zo licht mogelijk te straffen en er de blanke heerschappij in stand te houden. In 1876 steunde hij de Democraat Samuel Tilden voor het presidentschap. Blair overleed in 1883.